# (1262) Sniadeckia
(1262) Sniadeckia – planetoida z pasa głównego asteroid okrążająca Słońce w ciągu 5 lat i 77 dni w średniej odległości 3 au. Została odkryta 23 marca 1933 roku w Observatoire Royal de Belgique w Uccle przez Sylvaina Arenda. Nazwa planetoidy pochodzi od Jana Śniadeckiego (1756–1830), polskiego astronoma i matematyka. Przed jej nadaniem planetoida nosiła oznaczenie tymczasowe (1262) 1933 FE.